# Trichonta profunda
Trichonta profunda är en tvåvingeart som beskrevs av Zaitzev 1988. Trichonta profunda ingår i släktet Trichonta och familjen svampmyggor. Inga underarter finns listade i Catalogue of Life.